# کلارنس کلارک (تنیس‌باز)
 کلارنس کلارک (انگلیسی: Clarence Clark؛ زاده ۲۷ اوت ۱۸۵۹ درگذشته ۲۹ ژوئن ۱۹۳۷) یک تنیس‌باز اهل ایالات متحده آمریکا بود.